# Ван Шухе
Ван Шухе (王叔和, 180/210 — 270/285) — відомий китайський лікар часів династії Чжоу.

## Життєпис
Був далеким нащадком династії Чжоу. Рятуючись від повстання «жовтих пов'язок», учасники якого вбивали чиновників і аристократів, спалювали їх палаци, молодий Ван Шухе разом із сім'єю переселився до міста Цзінчжоу (на території сучасної провінції Хубей), знайшовши притулок у місцевого начальника округу. Тут він подружився з Вей Сюнєм — одним з учнів знаменитого лікаря Чжан Чжунцзина. Під його впливом захопився медициною. Поступово його інтерес до медицини зростав. Він став ретельно вивчати праці стародавніх лікарів, збирати медичні книжки, дослідити причини виникнення хвороб, з шанобливістю звертався за допомогою до досвідчених лікарів. З часом Ван Шухе придбав достатні знання та досвід. У 208 році призначений в діючу армію на посаду лікаря до полководцю Цао Цао, який жорстоко втихомирював повстання «жовтих пов'язок», пізніше — придворним лікарем царської резиденції, особистим лікарем імператора, а згодом начальником Імператорського медичного наказу.

## Творчість
Ван Шухе вивчав пульсову діагностику, фармакологію і інші напрямки медицини. Він відредагував і перевидав твір Чжан Чжунцзина «Шан хань лунь» («Судження про шкоду холоду»). Наприкінці життя написав 10-томну працю «Мо цзин» («Канон пульсу») — першу спеціальну працю з пульсової діагностики.
У «Мо цзин» надана детальна систематизація знань про пульс, докладно описано 24 різних видів пульсу і їх діагностичне значення, розглянуті численні методи промацування пульсу. З часом «Мо цзин» став основоположною книгою для китайських пульсологов. У VIII ст. він став відомий у Японії та Тибеті, у XIV ст. — на Середньому Сході, а у XVIII ст. — в Європі.